# هيروتاكا أوتشيباياشي
هيروتاكا أوتشيباياشي (باليابانية: 内林 広高) (27 يونيو 1983 في شيغا في اليابان – )؛ هو لاعب كرة قدم ياباني سابق كان يلعب كلاعب وسط.

## وصلات خارجية
- هيروتاكا أوتشيباياشي على موقع رابطة كرة القدم اليابانية للمحترفين (اليابانية)